# Palaeoxysticus extinctus
Palaeoxysticus
Genre
Espèce
Palaeoxysticus extinctus, unique représentant du genre Palaeoxysticus, est une espèce fossile d'araignées aranéomorphes de la famille des Thomisidae.

## Distribution
Cette espèce a été découverte dans le Randecker Maar à Bissingen an der Teck au Bade-Wurtemberg en Allemagne. Elle date du Néogène.

## Publication originale
- Wunderlich, 1985 : Ein bisher unbekannte fossile Krabbenspinne aus dem Randecker Maar in Südwest-Deutschland (Arachnida: Araneae: Thomisidae). Neue Entomologische Nachrichten, vol. 14, p. 4–13.